# Kijelölt város (Japán)

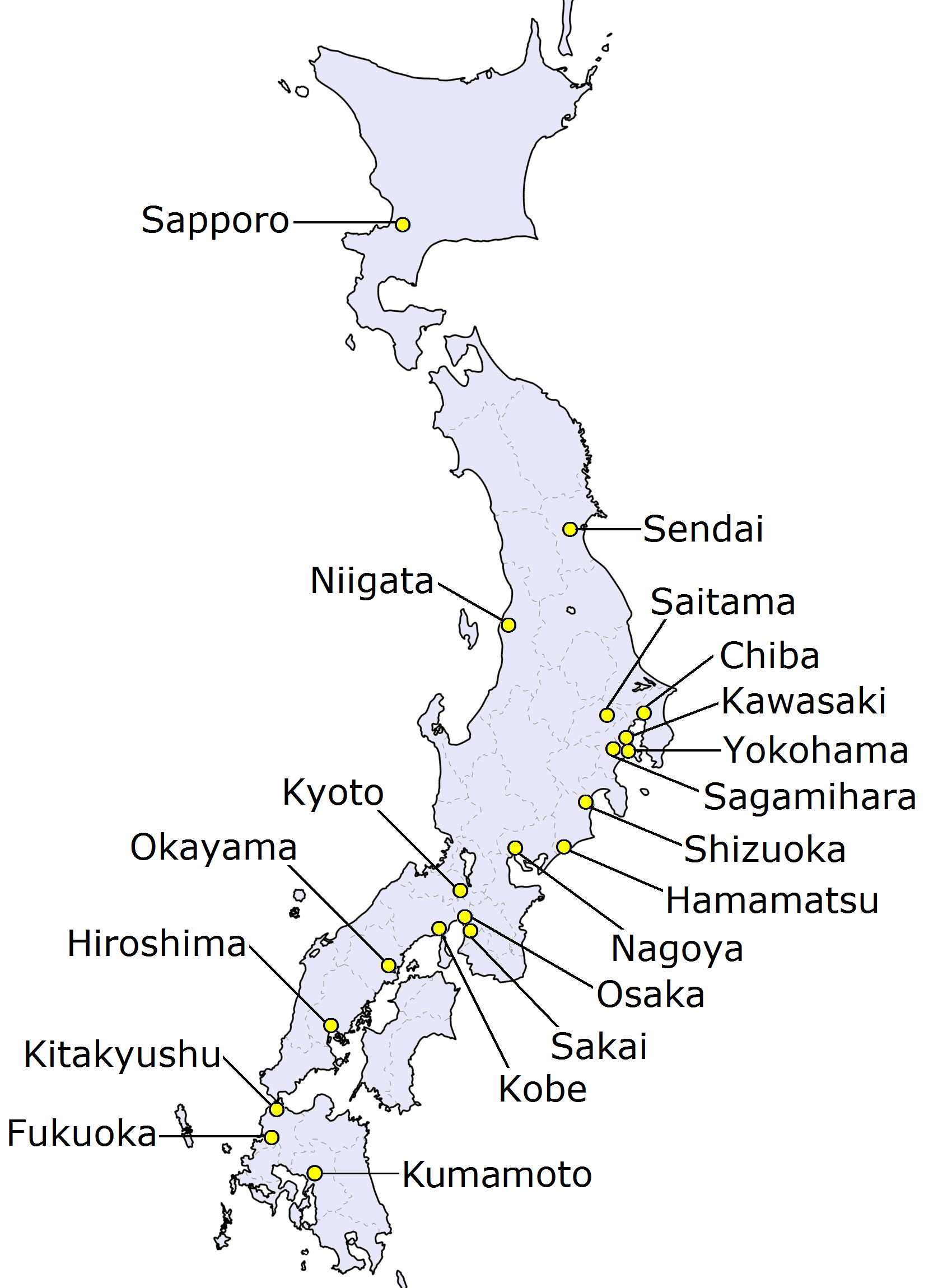
Japán kijelölt városai

A kormányzati rendelettel kijelölt város (japánul 政令指定都市, Hepburn-átírással seirei shitei toshi) vagy kijelölt város (指定都市, shitei toshi) japán közigazgatási kategória, amely megfeleltethető a megyei jogú városnak. Az 1956-os önkormányzati törvény alapján azok a városok kaphatják ezt a besorolást, amelyek lakossága eléri az 500 000 főt. Japánnak jelenleg 20 kijelölt városa van.

## Áttekintés
A kijelölt városok számos olyan jogkört és feladatot megkapnak, amelyek egyébként a prefektúra önkormányzatához tartoznának. Ilyenek a közoktatási, szociális ellátás, közegészségügyi, vállalkozásengedélyezési és várostervezési hatáskörök. A jogkörátruházás csak részleges és általában a kisebb jelentőségű ügyekre korlátozódik, például az egészségügy tekintetében az orvosi rendelők és gyógyszerkiskereskedések a város jogkörébe tartoznak, a kórházak és nagy gyógyszertárak engedélyét viszont továbbra is a prefektúra adja ki.
A törvény rendelkezik arról, hogy a kijelölt városokat kötelező kerületekre (区, ku) osztani, amelyek átveszik a helyi közigazgatási ügyek (lakhelynyilvántartás, adónyilvántartás) intézését a központi városvezetéstől. Egyes városokban a vállalkozások bejegyzését, építési engedélyeket és egyéb adminisztratív ügyeket is a kerületek intézik.
Tokió 23 kerületére ez a rendszer nem alkalmazható, bár két kerület, Szetagaja és Nerima elvben megfelelne az 500 000 fős feltételnek. Az önkormányzati törvény szerint azonban nem számítanak önálló városnak, ezért nem is jelölhetőek. 

## A kijelölt városok listája
| Név         | Lakosság (2010) | Kijelölés időpontja | Prefektúra          | Kerületek száma |
| ----------- | --------------- | ------------------- | ------------------- | --------------- |
| Csiba       | 962,130         | 1992.04.01.         | Csiba prefektúra    | 06              |
| Fukuoka     | 1,463,826       | 1972.04.01.         | Fukuoka prefektúra  | 07              |
| Hamamacu    | 800,912         | 2007.04.01.         | Sizuoka prefektúra  | 07              |
| Hirosima    | 1,174,209       | 1980.04.01.         | Hirosima prefektúra | 08              |
| Jokohama    | 3,689,603       | 1956.09.01.         | Kanagava prefektúra | 18              |
| Kavaszaki   | 1,425,678       | 1972.04.01.         | Kanagava prefektúra | 07              |
| Kiotó       | 1,474,473       | 1956.09.01.         | Kiotó prefektúra    | 11              |
| Kitakjúsú   | 977,288         | 1963.04.01.         | Fukuoka prefektúra  | 07              |
| Kóbe        | 1,544,873       | 1956.09.01.         | Hjógo prefektúra    | 09              |
| Kumamoto    | 731,286         | 2012.04.01.         | Kumamoto prefektúra | 05              |
| Nagoja      | 2,263,907       | 1956.09.01.         | Aicsi prefektúra    | 16              |
| Niigata     | 812,192         | 2007.04.01.         | Niigata prefektúra  | 08              |
| Okajama     | 709,622         | 2009.04.01.         | Okajama prefektúra  | 04              |
| Oszaka      | 2,666,371       | 1956.09.01.         | Oszaka prefektúra   | 24              |
| Sizuoka     | 716,328         | 2005.04.01.         | Sizuoka prefektúra  | 03              |
| Szagamihara | 717,561         | 2010.04.01.         | Kanagava prefektúra | 03              |
| Szaitama    | 1,222,910       | 2003.04.01.         | Szaitama prefektúra | 10              |
| Szakai      | 842,134         | 2006.04.01.         | Oszaka prefektúra   | 07              |
| Szapporo    | 1,914,434       | 1972.04.01.         | Hokkaidó prefektúra | 10              |
| Szendai     | 1,045,903       | 1989.04.01.         | Mijagi prefektúra   | 05              |

Még egyetlen esetben sem fordult elő, hogy egy város elvesztette volna kijelölt státusát.

## Nem jelölt városok
A következő városok teljesítik a lakosságszám feltételét, de még nem kijelölt városok és lehetséges, hogy a közeljövőben azok lesznek:
| - Funabasi, Csiba prefektúra - Kagosima, Kagosima prefektúra - Himedzsi, Hjógo prefektúra - Macujama, Ehime prefektúra | - Ucunomija, Tocsigi prefektúra - Higasiószaka, Oszaka prefektúra - Kavagucsi, Szaitama prefektúra - Hacsiódzsi, Tokió |

## Fordítás
- Ez a szócikk részben vagy egészben  a   Cities designated by government ordinance of Japan című angol Wikipédia-szócikk ezen változatának fordításán alapul.  Az eredeti cikk szerkesztőit annak laptörténete sorolja fel. Ez a jelzés csupán a megfogalmazás eredetét és a szerzői jogokat jelzi, nem szolgál a cikkben szereplő információk forrásmegjelöléseként.